# Cavriglia
Cavriglia est une commune italienne de la province d'Arezzo, dans la région Toscane. Elle est située à proximité des collines du Chianti, au centre d’un triangle relié par les trois villes (à vol d'oiseau) Florence (34 kilomètres), Arezzo (22 kilomètres) et Sienne (26 kilomètres).

## Géographie
Cavriglia est constituée de 10 hameaux relativement éloignés les uns des autres, pour une superficie totale de 6 000 hectares (155 habitants au km2). Le hameau le plus élevé parmi les dix de la commune est Montegonzi, situé à 439 mètres d’altitude.

## Histoire
La Commune de Cavriglia est fondée le 17 mars 1809 quand se réunit le premier conseil municipal. Furent rattachés à celui-ci, par la volonté du gouvernement napoléonien, les habitants de Montaio, Montegonzi (it), Castelnuovo et Meleto qui auparavant faisaient partie de la ligue d'Avane (Toscane). Son territoire s'étend alors sur les versants orientaux des monts du Chianti, dans le Valdarno supérieur qui est sillonné de nombreux cours d'eau se jetant dans l'Arno.

### Antiquité
L'apparition des premiers habitants remonte à quelques milliers d'années comme en témoignent la toponymie locale ainsi que certaines découvertes archéologiques : d'époques romaine et étrusque notamment à Cavriglia et à Montaio, et d'époque étrusque à Sereto. En effet, les toponymes d'origines étrusque et latine sont particulièrement nombreux : Avane, Casignano, Secciano, Caiano, Cavriglia (qui vient du latin caprilius ou caprilia et qui signifie « capricieux »).
Les versants des monts du Chianti qu'occupe le territoire de Cavriglia était très certainement traversés par une voie romaine qui reliait le Valdarno à la vallée de la Greve, en passant par le col de Cintoia (it). En sont témoins certains toponymes (Casa Migliarini, Monte Termini, Limite) et la découverte de vestiges de routes pavées ; mais surtout l'alignement, le long de cet hypothétique parcours, de plusieurs églises paroissiales, véritables points de repère : Petrolo, San Giovanni,
San Pancrazio, Gaville. Parmi ces églises, deux, celles de San Giovanni et San Pancrazio, se trouvent sur le territoire communal.

### Moyen Âge
L'église de San Giovanni Battista de Cavriglia a probablement remplacé un précédent édifice consacré au culte païen. En effet, à la fin des années 1970, une statue du dieu gréco-romain Mithra de Selinonte (Sicile) a été retrouvée dans des fouilles effectuées près de l'église. Ce vestige témoigne de la probable introduction vers le VIe siècle de nouvelles divinités païennes chez les peuples francs et lombards qui vivaient alors sur le territoire de Cavriglia. 
Le petit bourg de Monastero tient son nom de la présence d'une communauté de religieuses de l'ordre de Vallombreuse qui s'y installèrent au XIe siècle. Le monastère, avec l'église encore existante, fut fondé par l'abbesse Berta La Beata, fille du conte Lotario dei Cadolingi di Fucecchio. Le plan en croix latine de l'église et le campanile en pierres d'Alberese (pierre locale) sont les caractéristiques évidentes de son origine.
Au XIIe siècle, les florentins Biccio et Musciatto dei Franzesi (issus de la famille Pianfranzese de Cavriglia) fondent en France une société marchande qui devient l'un des pourvoyeurs financiers de la couronne. A Paris, dans la rue des Bourdonnais, près du Palais du Louvre, ils font édifier un hôtel particulier connu sous le nom de l'Hôtel des Sires Biche et Mouche et deviennent les conseillers du roi Philippe le Bel.
À partir du XIIIe siècle, Florence réorganise les territoires tombés sous son influence en regroupant les petits villages de la campagne en confédérations appelées « Leghe ». La Ligue Avane a été fondée à cette époque autour de Cavriglia et a existé jusqu'en 1774.
Quelques documents des XIIIe et XIVe siècles nous apprennent que les plus anciennes familles feudataires sont celles des contes Guidi et Ricasoli et leurs consorts. Plus tard, comme dans d'autres secteurs du Valdarno, ce sont les puissantes familles Ubertini (it), Pazzi et Franzesi qui occupent le devant de la scène. Jusqu'à la moitié du XIIIe siècle, le château de Montaio fut la propriété des Guidi ainsi qu'une place forte des Gibelins contre la république de Florence qui finit par la conquérir. Le même sort toucha le château de Montegonzi (voir Villa Salviati), localité déjà mentionnée dans les registres des biens soumis aux dîmes des XIIIe siècle et XIVe siècle sous le nom de San Pietro di Formica, d'abord propriété des Guidi, puis des Ricasoli et enfin après 1314, de la république de Florence.

#### Les anciens hospices
Au Moyen Âge et encore après, il existait, à Cavriglia, plusieurs refuges qui permettaient d'abriter les voyageurs, les pèlerins et surtout les miséreux :
- Hospice de Sant'Antonio de Meleto. Répertorié dans les documents diocésains du milieu du XVe siècle, il était situé sur la portion de la route qui séparait la ville de l'ancien château de Barberino ;
- Hospice de Santa Maria del Pellegrino à Montegonzi. Ce refuge se trouvait sous le protectorat des Ricasoli ; une famille y résidait en permanence qui, mandatée par le curé de l'église de San Piero a Montegonzi, maintenait l'endroit propre en échange d'un logement ;
- Hospice de l'église San Paolo de Montaio. Ce refuge, qui servait à l'abri des pèlerins, était adjacent à l'église et a été maintenu en parfait état de fonctionnement jusqu'en 1745, année où il a été supprimé ;
- Hospice de Sant'Antonio de Monastero. Ce refuge n'a pas toujours été bien considéré. En effet, au début XVIIe siècle, un fonctionnaire de la république de Florence l'avait trouvé si sale et si mal entretenu qu'il pensait qu'il s'agissait d'une maison close.

### Temps modernes
En 1774, à la suite des réformes du duc de Toscane, Léopold II, le territoire de la Ligue Avane est annexé à San Giovanni pour en être ensuite détaché au début du XIXe siècle, formant ainsi la nouvelle municipalité de Cavriglia.

### Epoque contemporaine

#### XIXesiècle
Les guerres d'indépendance et l'unification de l'Italie
La période du Risorgimento joue un rôle important dans l'histoire de la municipalité de Cavriglia qui a contribué, bien que modestement, à soutenir les guerres d'unification de l'Italie. En 1848, le conseil municipal envoie une délégation au Regio Trono (le Trône de la Région) pour remercier le grand-duc de la mise en application de la nouvelle Constitution.
Le 25 février de la même année, les conseillers municipaux de Cavriglia autorisent le Gonfalonnier à acheter cinquante sabres et l'équipement nécessaire au corps de la garde civique de Cavriglia, créée par le gouvernement du grand-duc. En avril suivant, au cours de la première guerre d'indépendance, à laquelle participent des troupes régulières ainsi que des volontaires toscans, des fusils sont livrés à la garde civique de Cavriglia. Le 26 avril 1859, la deuxième guerre d'indépendance italienne éclate. Le lendemain, la Toscane se soulève et chasse définitivement le grand-duc.
Le 1er juillet, l'armistice de Villafranca est signé et met fin à la deuxième guerre d'indépendance. À Cavriglia, le 10 février 1860, le conseil municipal approuve le règlement de 100 lires italiennes au Gonfalonier de Florence, à titre de contribution à la collecte de fonds lancée par Giuseppe Garibaldi pour la fourniture d'un million de fusils pour poursuivre la lutte d'indépendance de l'Italie.
Les 11 et 12 mars 1860, des plébiscites sont organisés en Toscane, en Émilie et en Romagne. En Toscane, 366 571 votes se déclarent en faveur de l'annexion au royaume du Piémont et 14 925 en faveur du royaume séparé. Ainsi, la Toscane est rattachée au royaume du Piémont qui, après l'expédition victorieuse des Mille de Garibaldi et les annexions des Marches et de l'Ombrie, le 17 mars 1861, permet de créer un embryon de royaume d'Italie.

#### XXe siècle
Les mines de Castelnuovo
À partir du début de l'exploitation des mines de lignite de Castelnuovo dans les trente dernières années du XIXe siècle, Cavriglia connait une augmentation significative du nombre de ses habitants. Auparavant, village essentiellement rural, Cavriglia intègre progressivement le secteur secondaire. De 1881 à 1901, le nombre d'ouvriers employés dans les mines passe de 570 à 1 154.
L'activité minière s'avère être une meilleure source de revenus pour de nombreuses familles, même si les conditions de travail y sont éprouvantes. Parallèlement à l'augmentation de l'activité minière, les conflits sociaux se multiplieront entre ouvriers et directions.
Les dernières années du XIXe siècle constituent une période sombre pour l'Italie. Une profonde crise politique, sociale et économique frappe également Cavriglia. En raison de conditions de vie extrêmement précaires, des mouvements sociaux de grande ampleur surgissent dans tout le pays favorisant les revendications et rébellions dans les mines. En 1896, une crise de production de la mine augmente le malaise social des ouvriers qui organisent la première grande grève. En 1899, une autre grande grève des mineurs entraîne un licenciement massif des ouvriers.
En 1900, la production de lignite reprend et le nombre d'ouvriers s'élève à 1 450. L'année suivante, la situation sociale se détériore et les mécontentements reprennent. Les employés de la mine se mettent en grève pendant quatre jours en mai, suivis de 17 jours en juillet ; représentant 1 315 mineurs, dont 6 femmes et 34 garçons des mines de Castelnuovo auxquels s'ajoutent les employés d'autres mines : c'est-à-dire environ 2 500 grévistes. Fin juillet, la situation se débloque et la grève prend fin. Les mineurs, après 17 jours de lutte, fatigués et amers, n'obtiennent aucune compensation et sont contraints de reprendre le travail. Mais jamais auparavant, l'histoire des mines du haut Valdarno n'avait connu une telle résistance de la part des ouvriers. L'année 1902 ne s'arrange pas pour les mineurs : les excavations sont suspendues et près de 3 000 ouvriers sont licenciés puis réintégrés après d'âpres combats.
À Santa Barbara, près de l'église, se trouve le monument aux morts des mineurs érigé en 1985, à la demande des habitants du hameau. Le souvenir des victimes de la mine est perpétué grâce à la présence d'un des derniers exemplaires d'un tombereau des tunnels d'extraction du lignite.
Les années 1920 et le début du fascisme
Le 23 mars 1921, après des mois de négociations entre les deux parties pour l'octroi d'une majoration de 13% de l'indemnité de vie chère et d'arriérés afférents à 3 600 travailleurs et la signature d'un accord entre la mine et les ouvriers, qui ne sera jamais respecté, la direction des mines de Castelnuovo dei Sabbioni exige le licenciement immédiat de 430 travailleurs.
Malgré la grève des "carovivere" (coût de la vie), le syndicat des mineurs du Valdarnese accepte de mettre fin à l'agitation et accepte les 430 licenciements. Ce même jour, à l'occasion du deuxième anniversaire de la fondation des Fasci di Combattimento : des escouades venues de Florence décident de célébrer l'événement par une série d'incursions dans les zones « rouges » et les coopératives environnantes. À Valdarno, la nouvelle se répand rapidement d'une arrivée imminente des squadristi fascistes. La sirène de l'usine se met à sonner et environ 3 000 mineurs en service prennent possession de toute la zone minière et assiègent le bâtiment de la direction ; d'autres ouvriers, armés de bâtons, de fusils de chasse et de dynamite, érigent des barricades sur la route menant à la zone ; des émeutes éclatent : le directeur, un ingénieur sont blessés et un autre ingénieur venu des mines de Baccinello à Grosseto, est mortellement blessé. À l'arrivée des carabiniers, les mineurs prennent la fuite et la police procède à plusieurs arrestations.
Le lendemain matin, les camions de fascistes florentins et d'Arezzo arrivent aux mines accompagnés des carabiniers de Florence : la coopérative des travailleurs, la maison du peuple de Monastero (Cavriglia) et certaines autres maisons sont incendiées et la zone minière est perquisitionnée. De nombreux mandats d'arrêt sont immédiatement émis. Le 21 mai 1923, la première audience du procès se tient contre 74 accusés. Le 13 juillet 1923, la sentence prononce l'acquittement de 11 ouvriers et la condamnation de 55 autres avec des peines de réclusion allant de 2 ans à 30 ans de prison.
Parmi les prisonniers, se trouve Priamo Bigiandi qui sera plus tard élu maire de Cavriglia, puis qui siègera en 1948 comme député du Parti communiste italien au parlement.
Sous l'occupation nazie, le nombre de victimes ne fit que s'accroitre : on enregistra de nombreuses représailles contre l'activité des maquisards. La bannière de la commune s'est vu décerner à ce titre une médaille de bronze.
Le 4 juillet 1944, 191 habitants des hameaux de Meleto Valdarno, Castelnuovo dei Sabbioni, Massa dei Sabbioni et de San Martino, âgés de 14 à 83 ans, furent massacrés par l’armée allemande. Elle est commémorée chaque année à cette même date par la population.
Seconde Guerre mondiale
Avec le déclenchement de la Première puis de la Seconde Guerre mondiale, la production de lignite augmente fortement : en 1940, 950 000 tonnes de matières combustibles sont produites parallèlement à une augmentation conséquente des emplois. Au cours de ces années, le nombre d'ouvriers dépassent les 3 000 unités et le travail dans la mine est convoité car les mineurs sont exemptés de service militaire, compte tenu de l'importance stratégique des combustibles fossiles. En 1945, avec le prix du charbon venant de l'étranger (sous forme d'aide à la reconstruction d'après-guerre), le lignite de Castelnuovo dei Sabbioni devient moins compétitif et les licenciements commencent. 
Depuis 1945
À la fin de 1947, l'effectif des ouvriers est réduit de 3 000 à 2 000. Au début de l'année suivante, la Compagnie des mines licencie encore 660 ouvriers. Des grèves éclatent et l'action des mineurs, qui réclament la sauvegarde de leurs emplois, devient une affaire nationale. Entre août 1948 et mai 1955, plus de 1 500 mineurs exploitent la plus importante mine de lignite italienne gérée en autogestion. La situation reste précaire jusqu'à ce que la direction propose la construction d'une centrale thermoélectrique de 250 MegaWatts. L'exploitation à ciel ouvert du minerai débute en 1956, tandis que la centrale thermoélectrique entre en service en décembre 1957. Le 29 mars 1994, la dernière machine d'excavation est retirée de la mine. L'usine, en 2007, est finalement reconvertie pour la production de gaz méthane.

## Économie et tourisme
L'agriculture s'est principalement développée dans les domaines de production du tabac, du maïs et surtout du vin.
Les activités industrielles se sont développées principalement dans les secteurs de l'habillement, de la céramique, du verre, du mobilier et de la peausserie en vue de la production de chaussures, notamment pour l'exportation. 

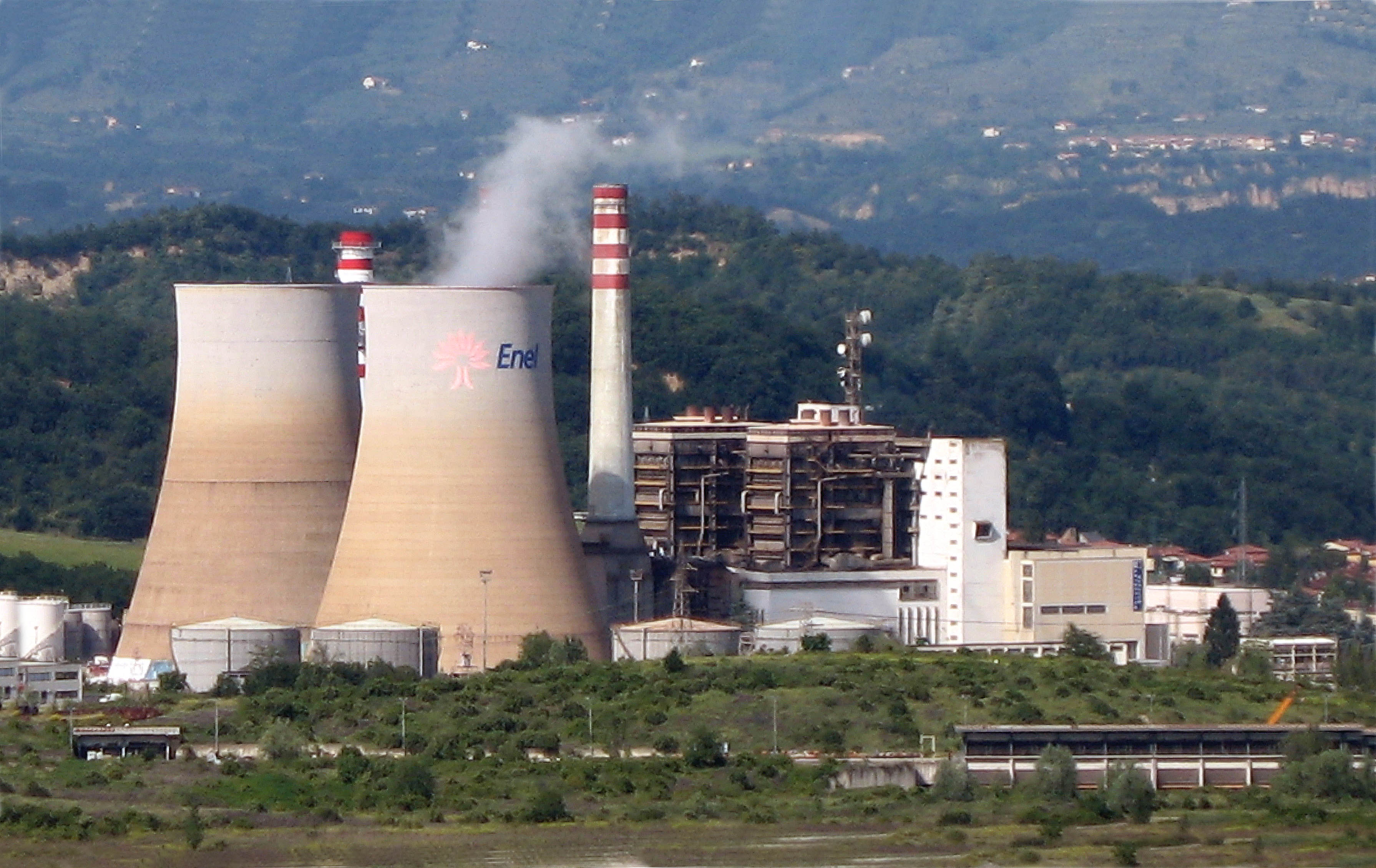
Centrale de Santa Barbara en 2006

Les mines d'extraction de lignite exploitées dans le hameau de Castelnuovo dei Sabbioni depuis le XIXe siècle, pour les besoins de la centrale thermo-électrique (Centrale termoelettrica Santa Barbara (it)), et désormais épuisées, ont dû cesser leurs activités en 1994. Un musée (Museo della miniera e del territorio), inauguré en 2012, a ouvert ses portes pour retracer l'histoire ouvrière et économique de plus d'un siècle d'exploitation.
La centrale thermo-électrique de Santa Barbara, d'une production potentielle de 390 000 kilowatts-heures, constituait l'une des plus importantes centrales à charbon en Italie au moment de sa construction dans les années 1950. Dans les années 1990, faisant suite à l'épuisement des mines de lignite, la centrale a été démantelée et remplacée par une centrale à cycle combiné au gaz méthane d'une puissance de 390 000 kilowatts-heures au lieu de 250 000 kilowatts-heures (2x125 MW). De l'usine précédente, aujourd'hui, il ne reste que les tours de refroidissement et la salle des machines, la cheminée principale et les anciennes chaudières ayant été démantelées.
Cavriglia, ces dernières années, a fortement développé ses capacités d’accueil touristique. Elle dispose aujourd’hui, outre ses nombreuses églises romanes, d’un musée de la Mine inauguré en 2012, d’un parc naturel, d’une roseraie réputée, d’un circuit rural à vélo, d’un terrain de golf homologué et de l’implantation du plus grand site photovoltaïque public d’Italie parmi les centrales électriques alimentées par des énergies renouvelables (10 000 kilowatts-heures).
En octobre 2011, la centrale photovoltaïque publique de Tegolaia a été mise en service. C'est une centrale alimentée par des énergies renouvelables d'une puissance de 9 969,60 kW qui la place au premier rang des installations publiques de ce type et parmi les plus grandes jamais réalisées en Toscane. L'usine produit suffisamment d'électricité pour couvrir les besoins de 3 300 foyers, avec une puissance capable de satisfaire l'ensemble des besoins énergétiques de la commune. Ses 41 540 panneaux de silicium polycristallin produisent de l'énergie « propre », un chiffre extrêmement significatif si l'on considère qu'il évite l'émission de grandes quantités de polluants dangereux pour l'atmosphère, par rapport aux centrales traditionnelles au fioul.
Cavriglia figure sur la route de l'itinéraire œno-gastronomique de Strada del Vino Terre di Arezzo (La route du vin des terres d'Arezzo).

## Culture locale, patrimoine

### Culture locale

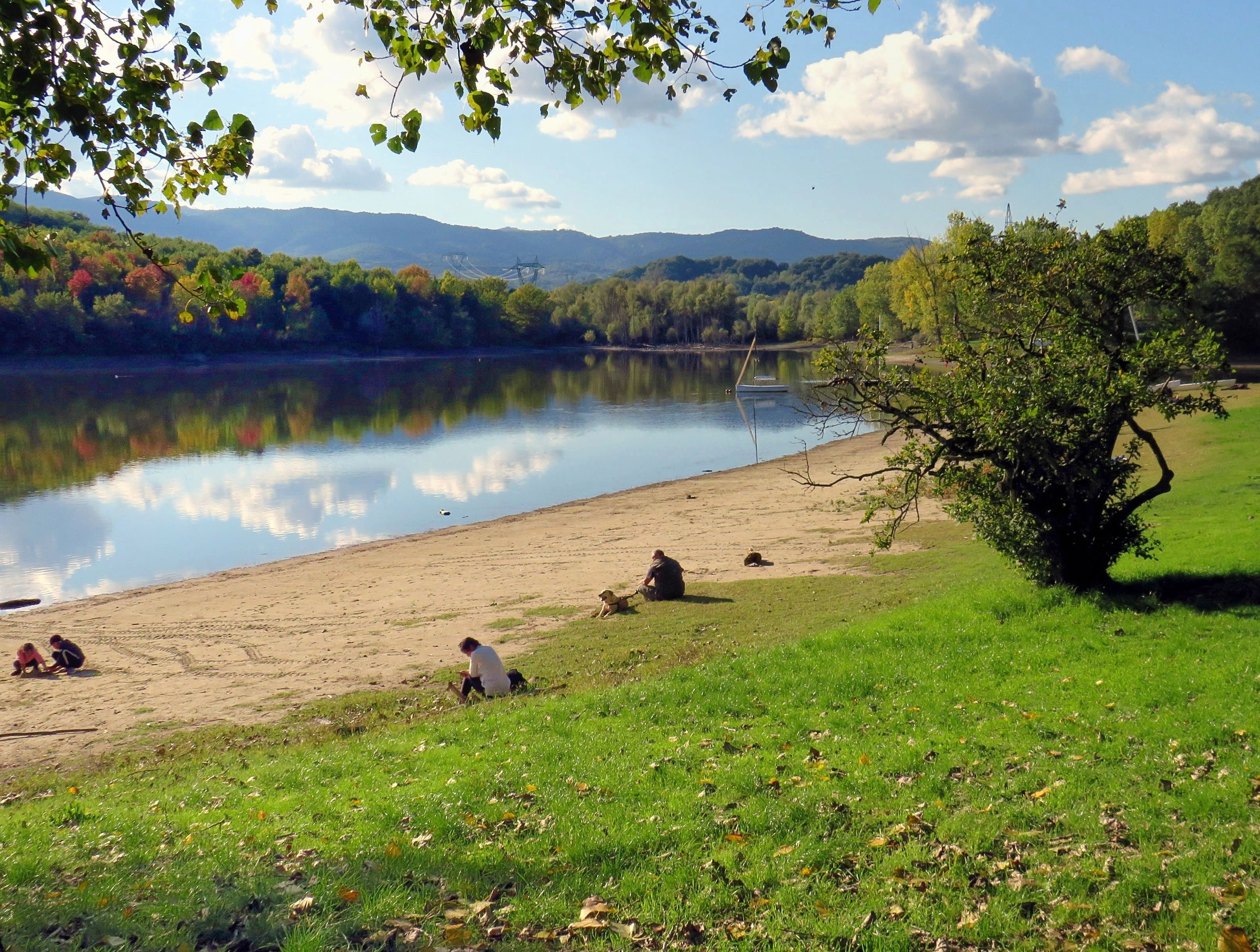
Lac de San Cipriano

- La bibliothèque municipale Venturino Venturi a été créée en 2018.
- La roseraie botanique Carla Fineschi, située au lieu-dit Casalone, considérée comme un bien artistique, constitue un véritable musée vivant à ciel ouvert s'étendant sur 3 hectares et comptant 8 300 variétés de roses sur un total de 12 000 plantes.
- Le Parco naturale di Cavriglia (it), parc naturel municipal de 600 hectares créé en 1978, situé à 600 mètres d'altitude dans le hameau de Castelnuovo dei Sabbioni, entre les collines du Chianti et l'ancien bassin de la mine de lignite, abrite de nombreuses espèces animales et végétales. Il propose également plusieurs activités de loisirs.
- Le lac artificiel de San Cipriano permet d'y pratiquer des sports nautiques et de bénéficier d'activités balnéaires.
- L'aérodrome de Valle al Pero pour ULM propose des cours de pilotage qui peuvent déboucher sur la délivrance de licences de vol.
- Au lieu-dit Bellosguardo, il existe un circuit cyclable de 3 km totalement entouré de verdure et où il est également possible de pratiquer la marche à pied.
- Depuis 2022, dans le hameau de Valle al Pero, un parcours de golf homologué de 18 trous a été aménagé.

### Patrimoine religieux

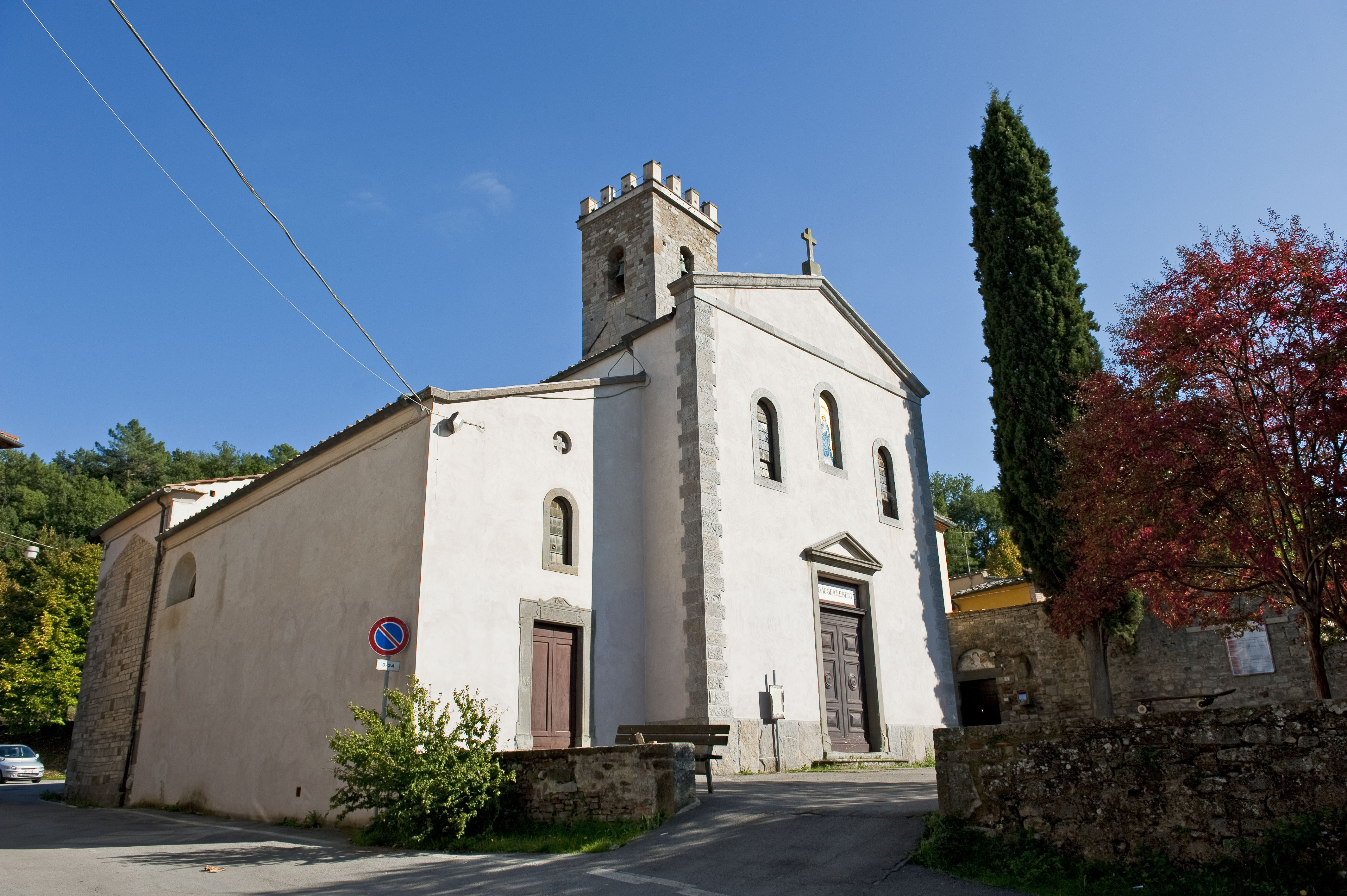
Eglise Di Santa Maria

#### Église di Santa Maria
L'église Di Santa Maria (Chiesa di Santa Maria (it)), qui se trouve dans le centre même de Cavriglia, édifiée en 1066, a été profondément remaniée au XIXe siècle. Elle abrite un tableau de l'école florentine du XVIe siècle représentant une Madonne à l'enfant entre les Saints Michele, Berta, Giovanni Gualberto et Sebastiano.

#### Église San Giovanni Battista
L'église San Giovanni Battista (it) conserve la structure propre au XIIe siècle comptant trois nefs séparées par six arches reposant sur des piliers. L'intérieur de l'église a été remanié à la fin du XVIIIe siècle. Le domaine de la paroisse s'étendait alors jusqu'à la ville voisine de Montevarchi. Pour preuve de son ancienne richesse, on peut admirer une croix processionelle latine du XIIIe siècle où l'influence orientale affleure dans la figure du Christ, visage à la douloureuse solennité où se fondent à la fois le Christus triumphans et le Christus patiens, de nombreuses sculptures en céramique de Benedetto Buglioni (issu de l'école Della Robbia); un buste de Santo Stefano le diacre, de facture raffinée et un buste de Saint Jean Baptiste enfant, l'une des plus belles œuvres de Buglioni et dont une reproduction se trouve dans la collection Edgar Payne à New York; et puis encore, le buste de San Romolo, évêque du diocèse de Fiesole auquel appartient Cavriglia et un ange en forme de candélabre. A signaler enfin la présence dans l'église de l'unique reproduction existante du tableau de La décollation de Jean Baptiste, célèbre œuvre du peintre du Valdarno Giovanni da San Giovanni. 

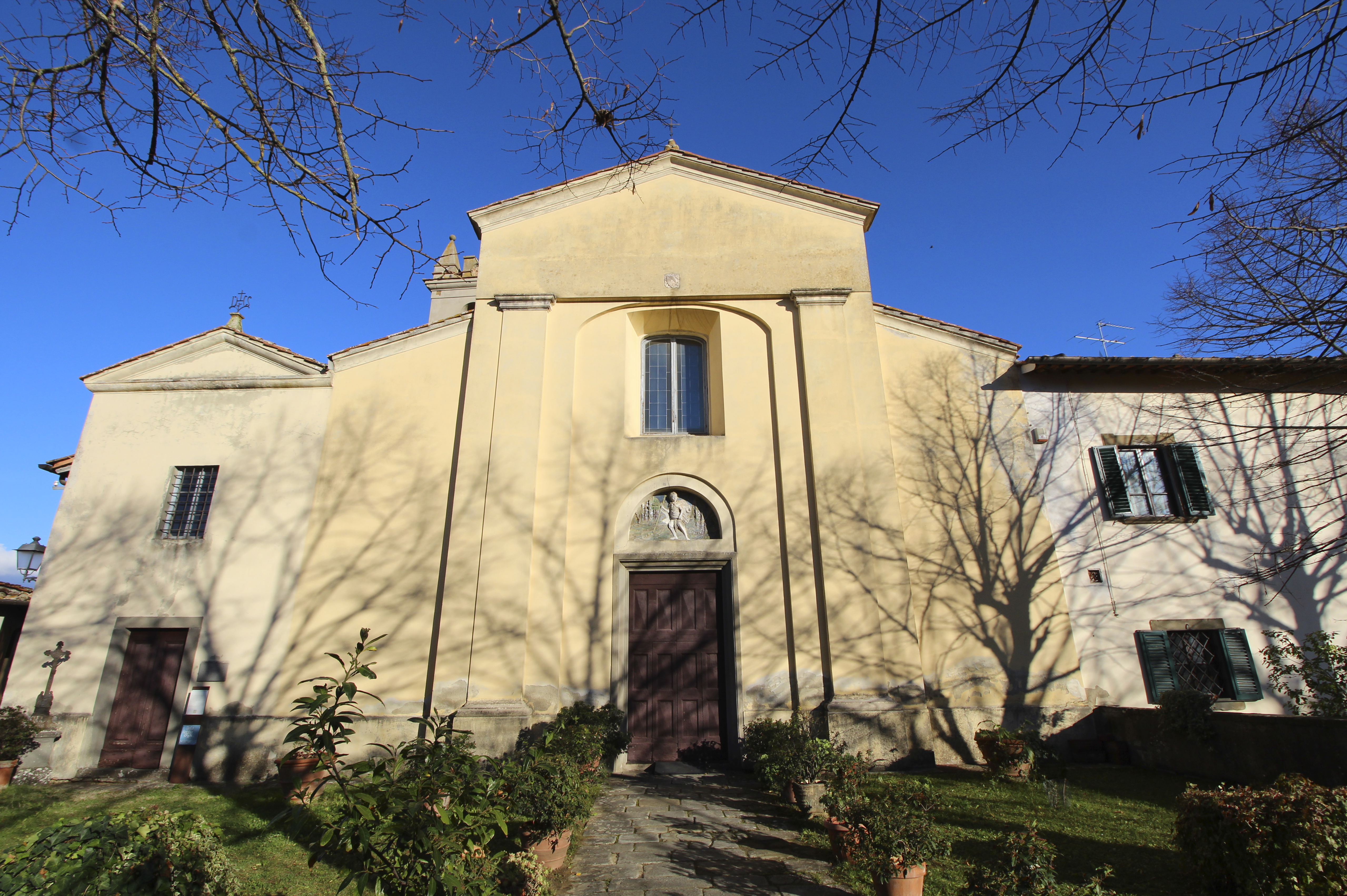
Eglise San Giovanni Battista

A côté de l'église de San Giovanni Battista se trouve le petit musée de La Pieve installé dans un petit oratoire de structure rectangulaire avec plafond en berceau. Ce musée renferme une précieuse collection d'œuvres d'art sacrées parmi lesquelles quelques peintures et de nombreuses sculptures en céramique attribuées à l'atelier de Benedetto Buglioni. 

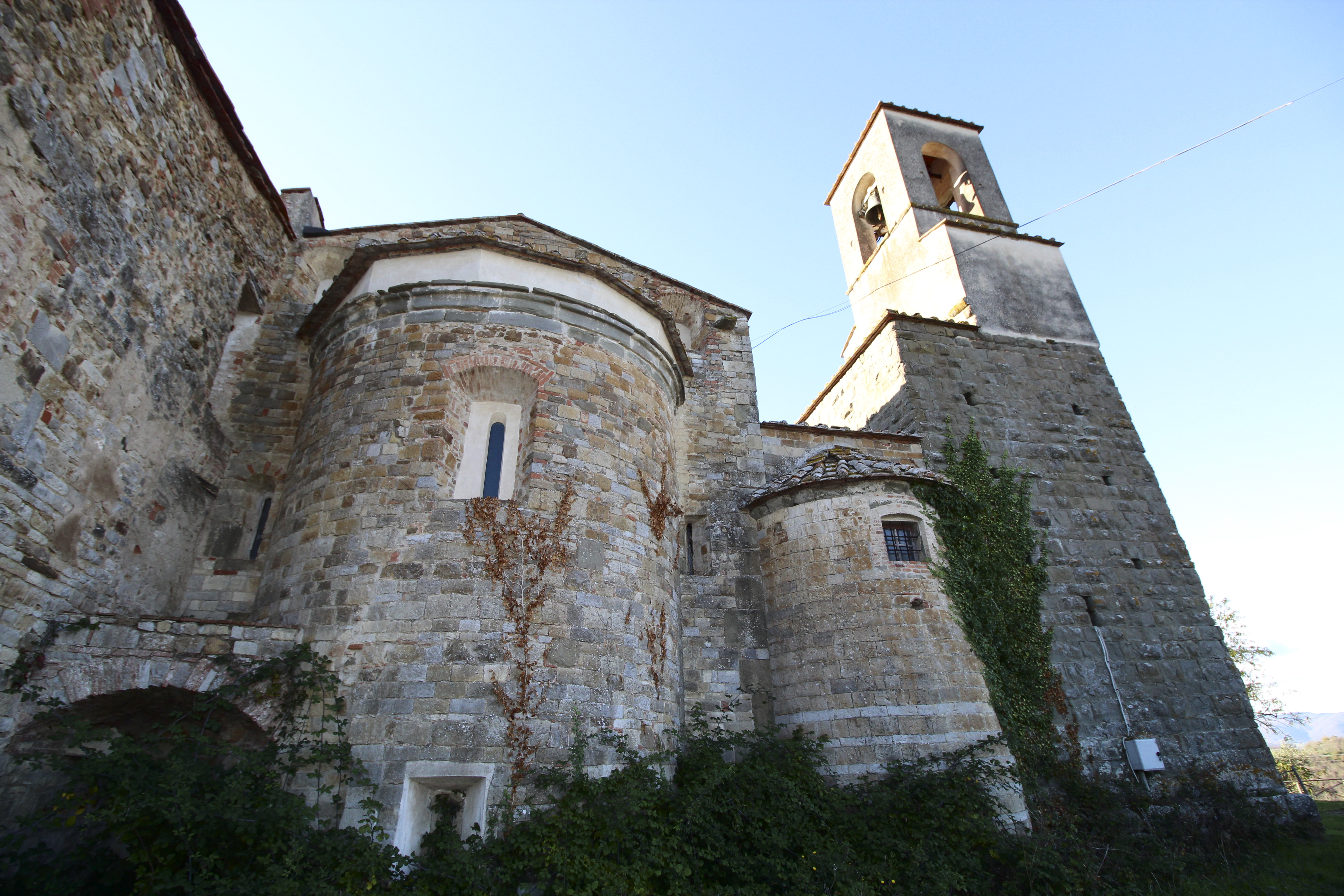
Eglise San Pancrazio

#### Église San Pancrazio
De style roman, l'église San Pancrazio (it), parfaitement conservée, possède deux absides et une nef unique dont le transept se projette sur le seul côté gauche. Sa crypte est formée de voutes en forme de croix soutenues par de petites colonnes. Dans le presbytère situé au-dessus de la crypte, figure un rare exemple de fonts baptismaux monolithiques de forme octogonale.

#### Église San Lorenzo

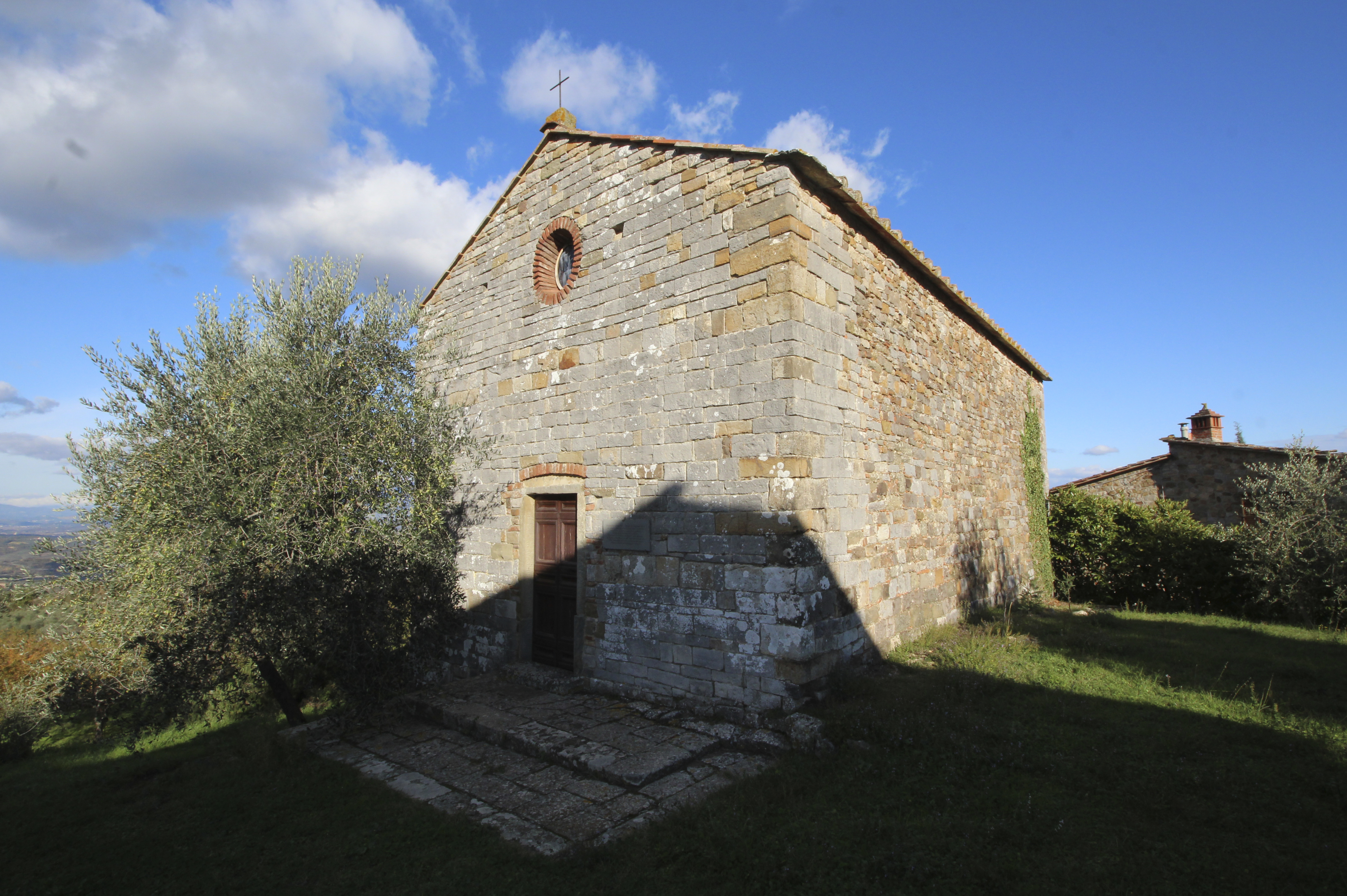
Eglise San Lorenzo

Egalement de style roman, la petite église de Casignano consacrée à Saint-Laurent, dont l'arrière est en forme d'abside, est de plan rectangulaire. L'édifice situé en face était un hospice médiéval réservé aux pèlerins qui se déplaçaient du Valdarno vers le Chianti. La ferme à proximité fut construite par la famille Innocenti de Florence en 1781.

#### Église San Donato

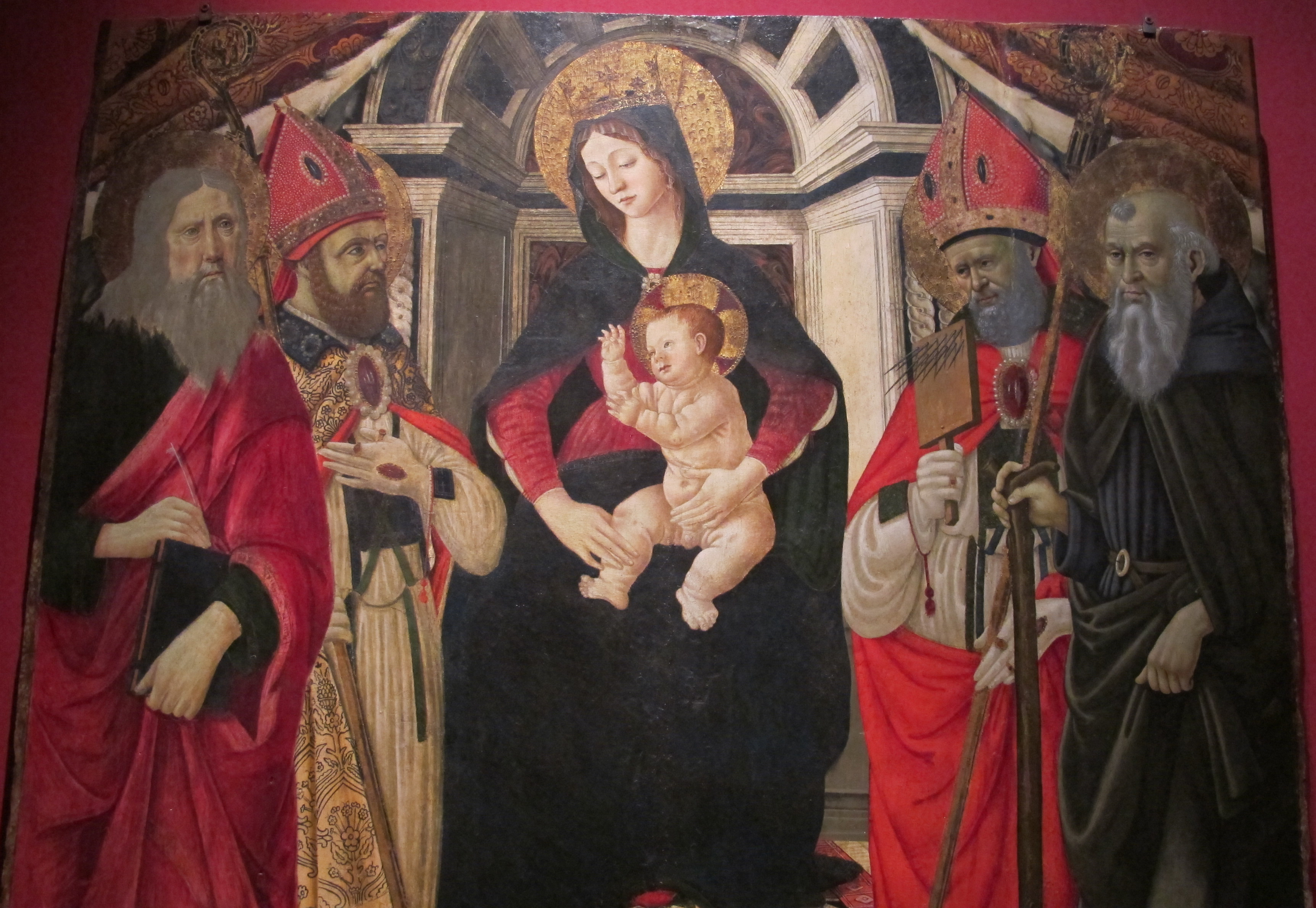
Madonna sul trono con Santi

Dans l'église de Castelnuovo dei Sabbioni, se trouve une Madonna sul trono con Santi, tableau réalisé entre 1475 et 1491 par l'atelier du peintre de la renaissance Domenico Ghirlandaio. Les commanditaires de cette œuvre pourraient être la famille florentine Canigiani, seigneurs de cette paroisse jusqu'au XIXe siècle.

#### Santa Barbara
Ce hameau s'est étendu progressivement dans les années 1930, parallèlement au développement de l'activité minière. Dans l'église de Santa Barbara, édifiée en 1963, se trouve un tableau La Crucifixion attribué au peintre de la Renaissance Andrea del Sarto  ainsi que deux autres œuvres de sujet religieux du peintre de la même époque Ernando Venanzi.

#### Autres églises de Cavriglia
- Santissima Annunziata (Montegonzi)
- San Cipriano in Avane
- Santa Cristina (Meleto Valdarno)

### Patrimoine civil

#### L'hôtel de ville

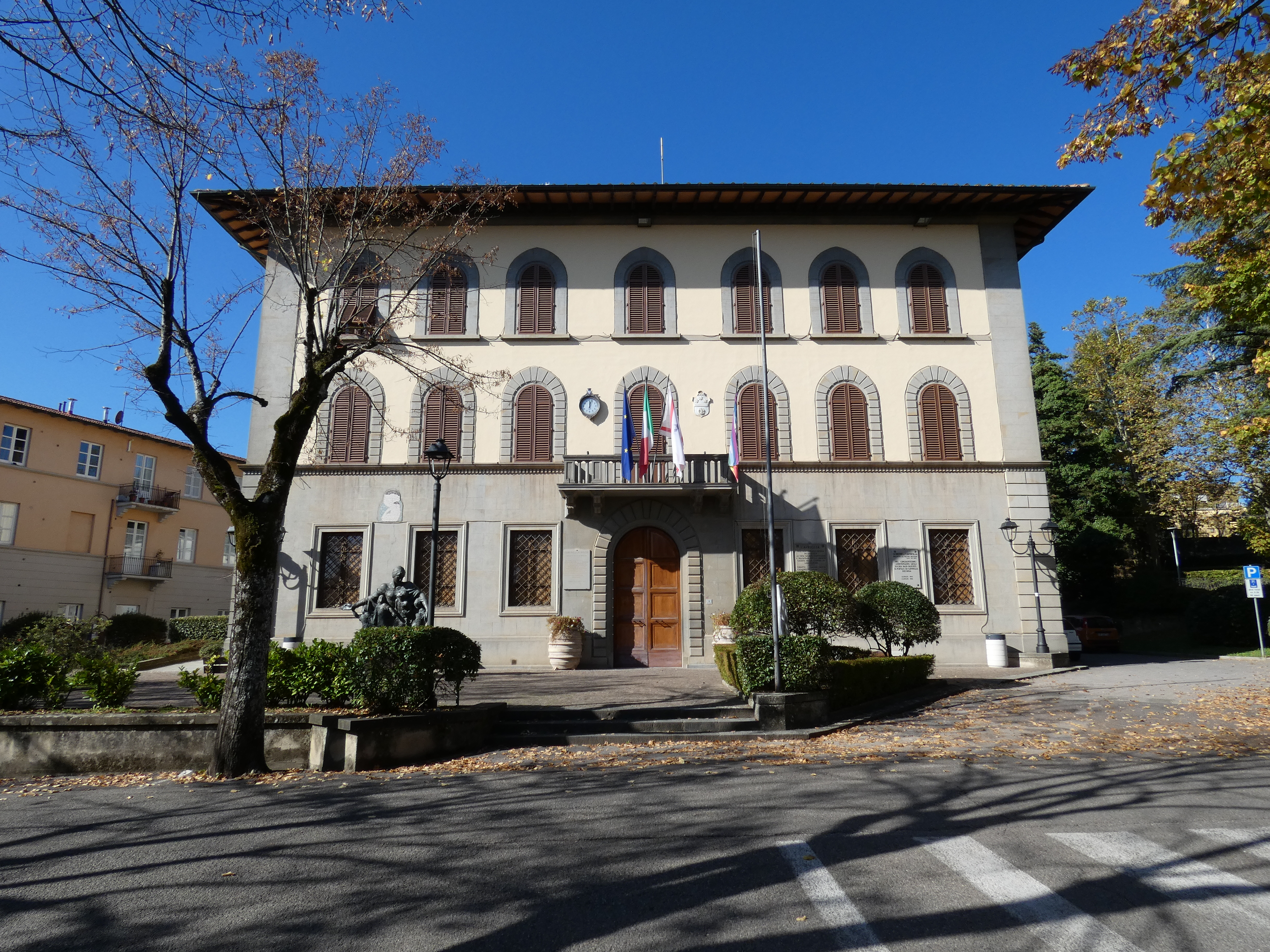
Mairie de Cavriglia

Donnant sur une rue bordée de tilleuls, la mairie date des années 1930 et a été restaurée en 1991. En tant que galerie d'exposition permanente, elle abrite d'intéressantes œuvres d'art d'artistes tels que : Nicolas Pagallo, Giuliano Pini, Venturino Venturi (it) ainsi que d'autres artistes contemporains.

#### Le théâtre municipal
Le ravissant théâtre de Cavriglia se trouve sur la place centrale du village. Il a été édifié au début du XXe siècle grâce au travail bénévole de centaines d'ouvriers de la mine. Resté inutilisé pendant de nombreuses années, il a été restauré en 1997 et a rouvert ses portes avec une programmation régulière riche en spectacles théâtraux, musicaux et cinématographiques.

#### Villa Castiglioncelli
Cette très belle demeure, qui date de la 2nde moitié du XVIIIe siècle, possède pas moins de 40 pièces dont la majeure partie a conservé son mobilier, ses fresques d'origine et ses décorations. Elle est située sur la route du Chianti et peut se visiter sur demande auprès des propriétaires.
L'ancienne Villa Barberino (Xe siècle), dans le hameau de Meleto, a bénéficié d'une importante restauration.

#### Autres édifices
Les ruines de quelques châteaux forts subsistent, témoignage de l'établissement de familles nobles à Cavriglia dès le Moyen Âge, dont :
- Le château de Pianfranzese (famille Franzeci)[10],
- Le château de Montedomenichi (famille Ricasoli). Celui-ci fut racheté par la république de Florence en 1314 pour en faire une fortification.

#### Fresques murales de Venturino Venturi
Sur la place de la nouvelle église de Castelnuovo dei Sabbioni, la fresque murale, Monumento ai Caduti, réalisée par le célèbre artiste italien Venturino Venturi (it), rend hommage à la population cavrigliaise, en y représentant les évènements tragiques de la fin de la Seconde Guerre mondiale.
Dans ce même hameau, on peut également admirer une autre fresque murale intitulée Murales, œuvre du même artiste.

## Administration
| Période         | Période         | Identité                        | Étiquette                          | Qualité |
| --------------- | --------------- | ------------------------------- | ---------------------------------- | ------- |
| 14 juin 1985    | 15 juin 1990    | Brunetto Pelagani               | Parti communiste italien           | Maire   |
| 15 juin 1990    | 12 janvier 1991 | Brunetto Pelagani               | Parti communiste italien           | Maire   |
| 12 janvier 1991 | 24 avril 1995   | Enzo Brogi                      | Parti démocrate de la gauche       | Maire   |
| 24 avril 1995   | 14 juin 1999    | Enzo Brogi                      | Parti démocrate de la gauche       | Maire   |
| 14 juin 1999    | 14 juin 2004    | Enzo Brogi                      | Démocrates de gauche               | Maire   |
| 14 juin 2004    | 8 juin 2009     | Ivano Ferri                     | Centre gauche                      | Maire   |
| 8 juin 2009     | 26 mai 2014     | Ivano Ferri                     | lista civica Insieme per Cavriglia | Maire   |
| 26 mai 2014     | 27 mai 2019     | Leonardo Degl'Innocenti O Sanni | lista civica Insieme per Cavriglia | Maire   |
| 27 mai 2019     | en cours        | Leonardo Degl'Innocenti O Sanni | lista civica Insieme per Cavriglia | Maire   |

## Démographie
Évolution démographique de Cavriglia de 1861 à 2021

### Hameaux
Castelnuovo dei Sabbioni (it), Massa dei Sabbioni, Cetinale, Bellosguardo, Meleto Valdarno (it), Montegonzi (it), Neri, Santa Barbara (Cavriglia) (it), San Cipriano Valdarno (it), Vacchereccia.

#### Autres lieux-dits, dépendances
Batelli, Cavriglia-Monastero, Ghiandelli, Grimoli, Lago Di Castelnuovo, Lago Di San Cipriano, Macie, Massa, Montaio, Montanina, Nardi, Pian Di Colle, Poggio Alle Monache, San Cipriano-S. Barbara-Centinale, San Pancrazio, Secciano, Villini.

### Communes limitrophes
Figline Valdarno, Gaiole in Chianti, Greve in Chianti, Montevarchi, Radda in Chianti, San Giovanni Valdarno

## Événement commémoratif
Chaque 4 juillet, la commune honore ses 191 citoyens qui furent massacrés par l’armée allemande en 1944 (Strage di Cavriglia (it)).

## Fêtes
Tous les 2 août, la commune fête sa sainte patronne Berta la Beata.

## Distinction
- Medaglia di bronzo al valor militare -
Cavriglia s'est vue remettre  la médaille de bronze de la valeur militaire en raison des sacrifices de sa population et de la lutte des partisans pendant la Seconde Guerre mondiale.

## Représentation de la commune

### Héraldique
Les armes de Cavriglia se blasonnent ainsi :
D'Azur, à bande d'or, surmonté de trois étoiles identiques, désordonnées et à la pointe une couronne d'argent, chargé d'une fleur de lys rouge.

### Drapeau
Drapé de couleur bleue, richement décoré de broderies d'argent et chargé des armoiries municipales avec au centre l'inscription argentée : « Comune di Cavriglia ».

## Jumelages
- La Chapelle-Saint-Mesmin (France) depuis 1993.
- Il-Mellieħa (Malte) depuis 2007.
- Malling (Danemark) (Danemark) depuis 2010.
- Mohyliv-Podilskyï (Ukraine)[15].

## Personnalités liées à Cavriglia
- Andrea del Sarto, peintre toscan du XVIe siècle, aurait vécu à Cavriglia, selon certaines sources.
- Nikolaj Bujanov (it), militaire et partisan ukrainien (à l'époque soviétique), né dans la ville jumelle de Moguilev-de-Podolie[16] et mort à Cavriglia en août 1944.

## Galerie de photos

### Hameaux de Cavriglia

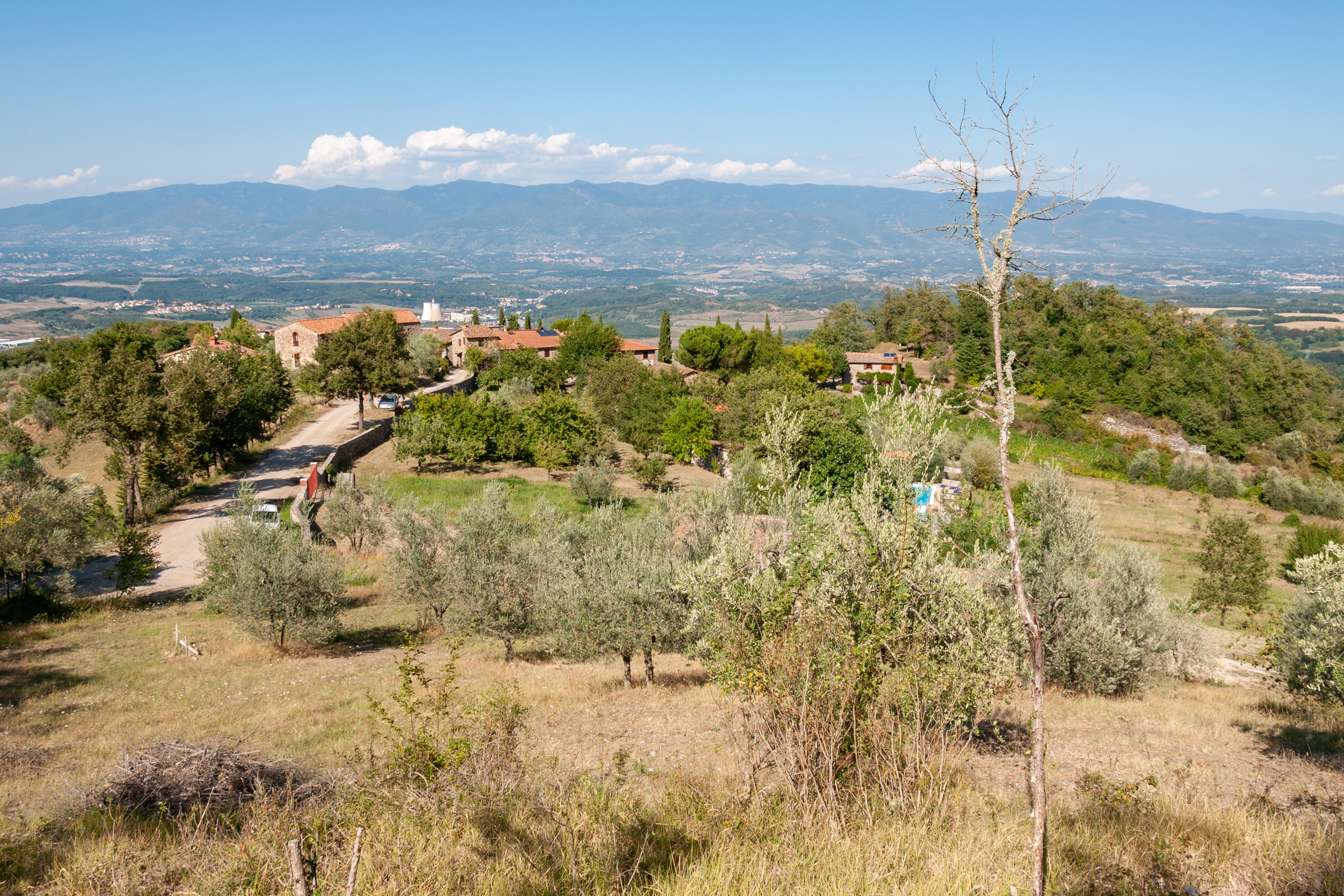
Borgo Casignano (Castelnuovo dei Sabbioni).
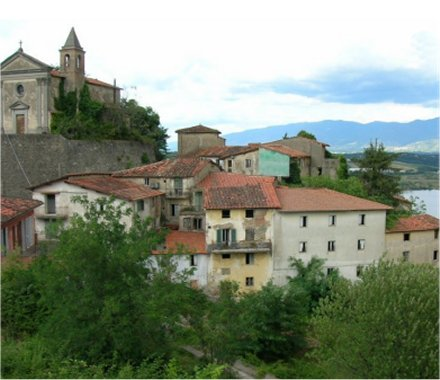
Castelnuovo dei sabbioni.
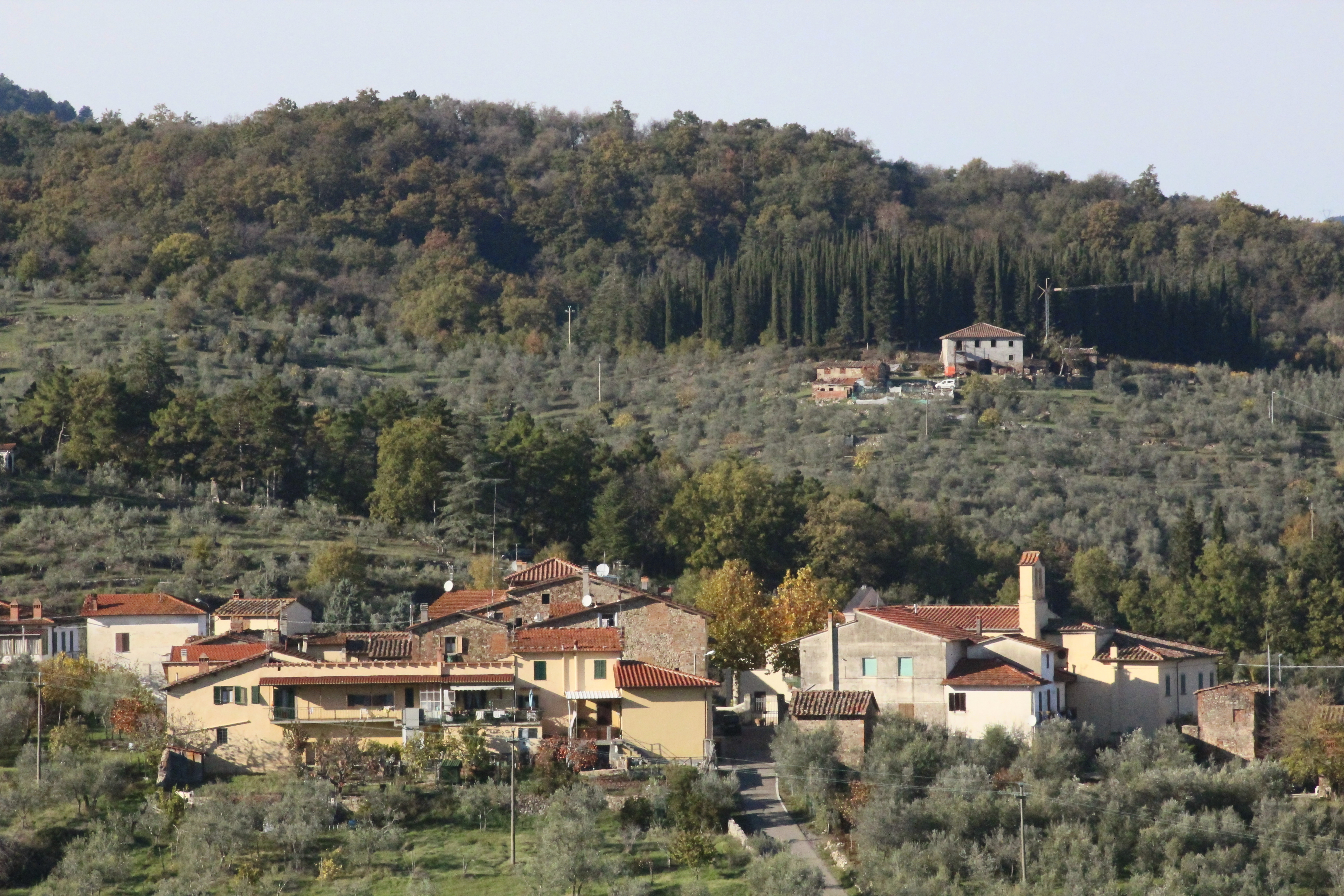
Massa dei Sabbioni.
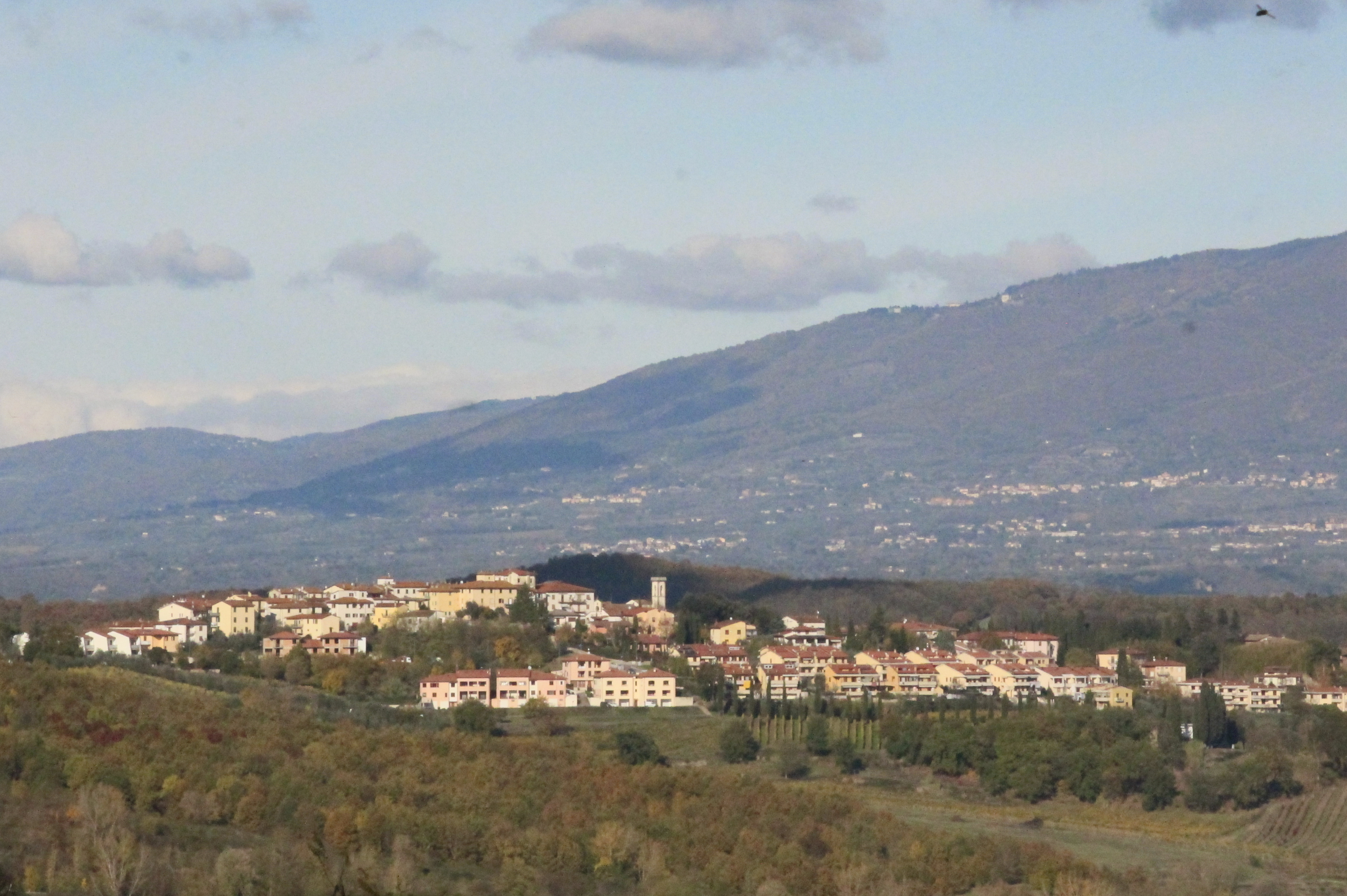
Meleto Valdarno.
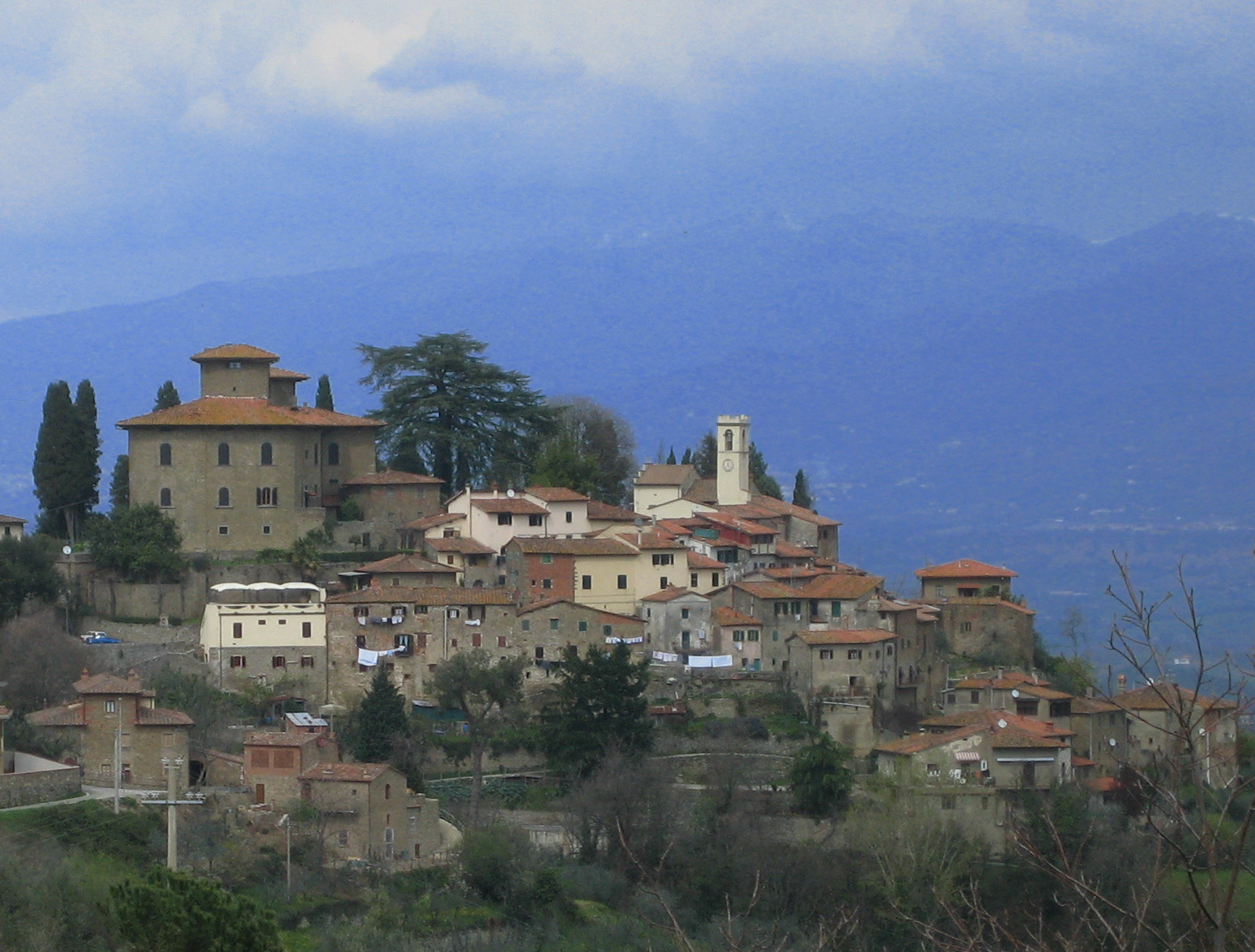
Montegonzi.

### Musée de l'église San Giovanni Battista

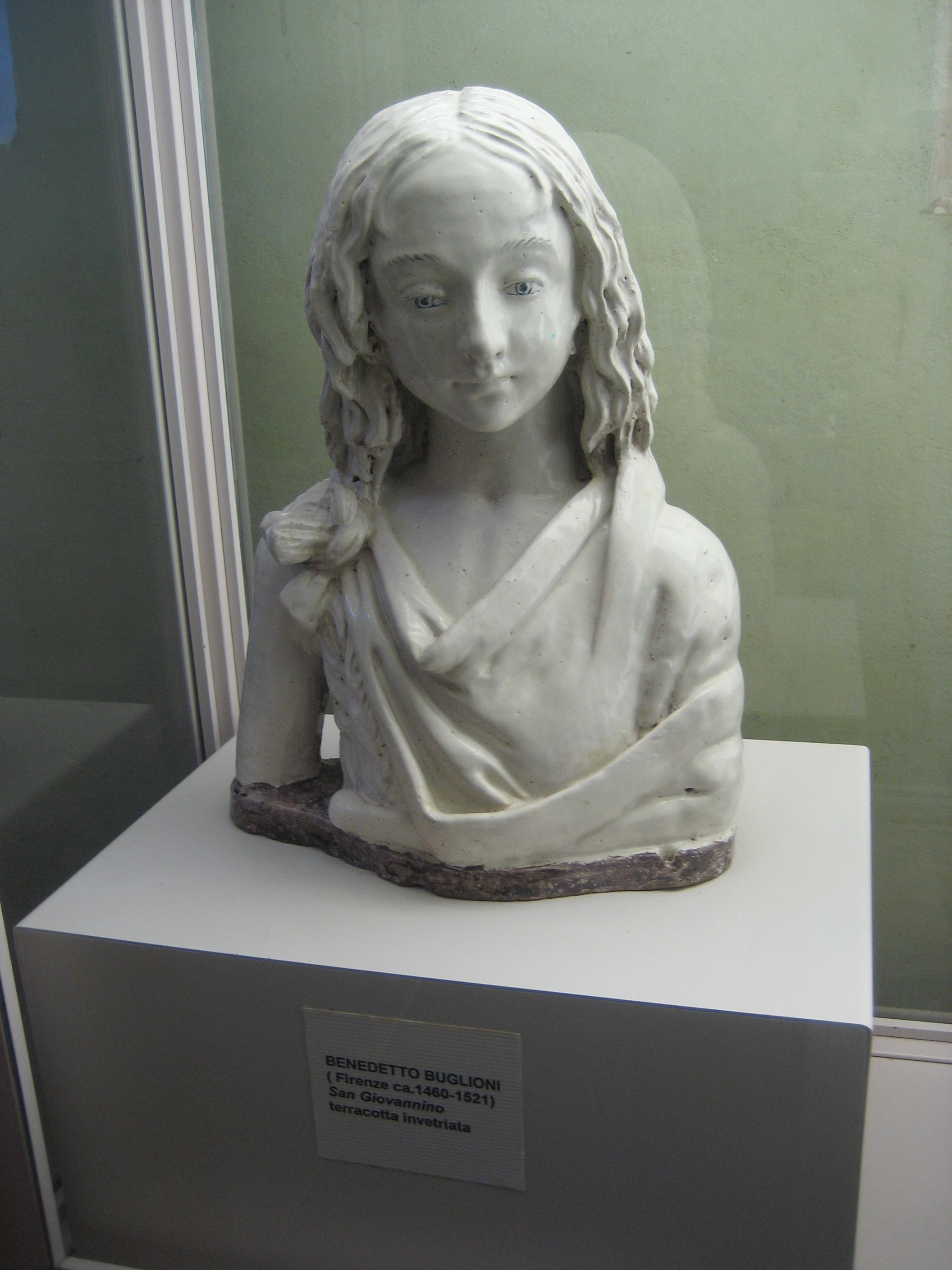
Terre cuite (Benedetto Buglioni).
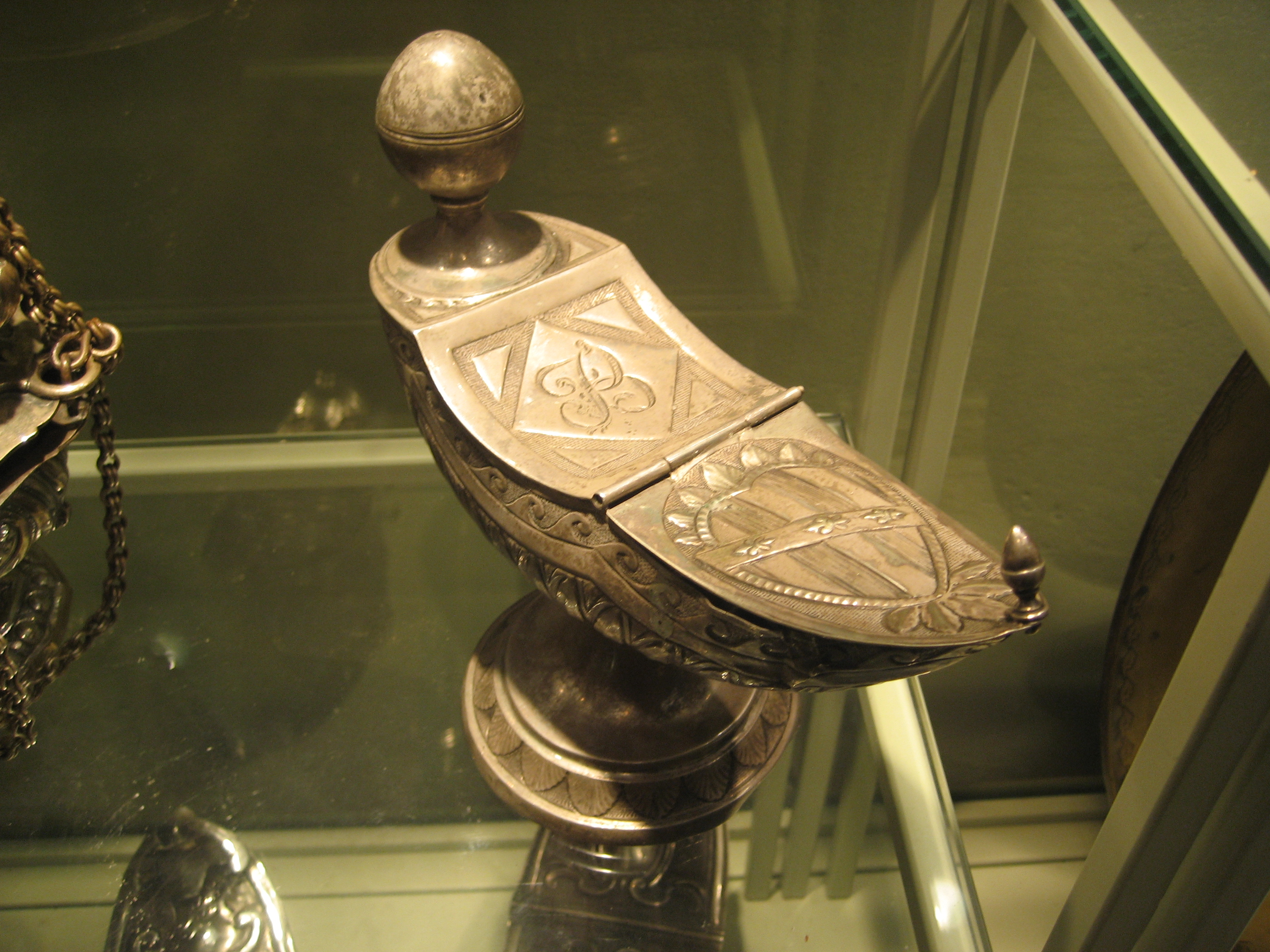
Encensoir en argent (XVIIIe siècle).
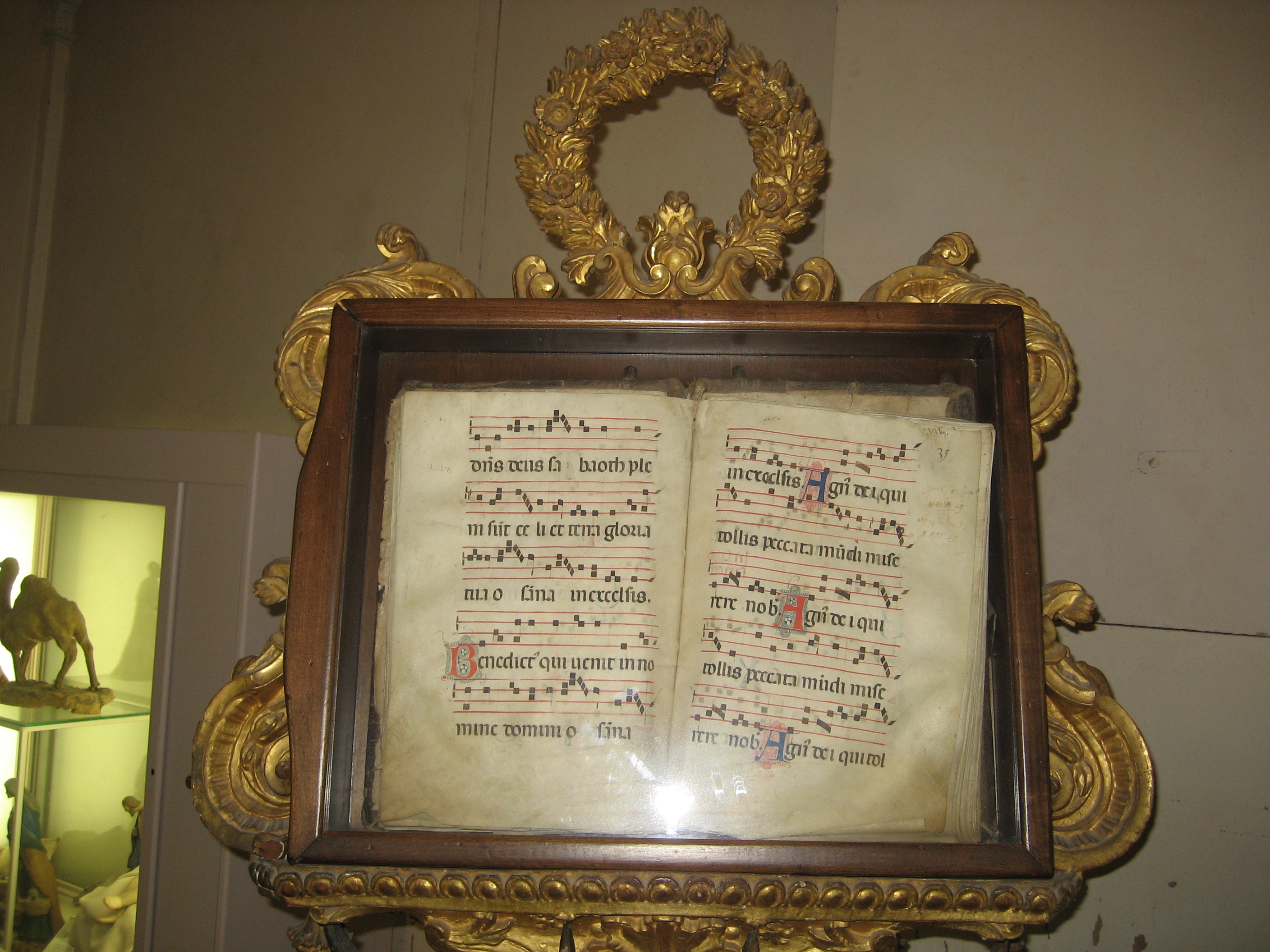
Graduel sur son lutrin.
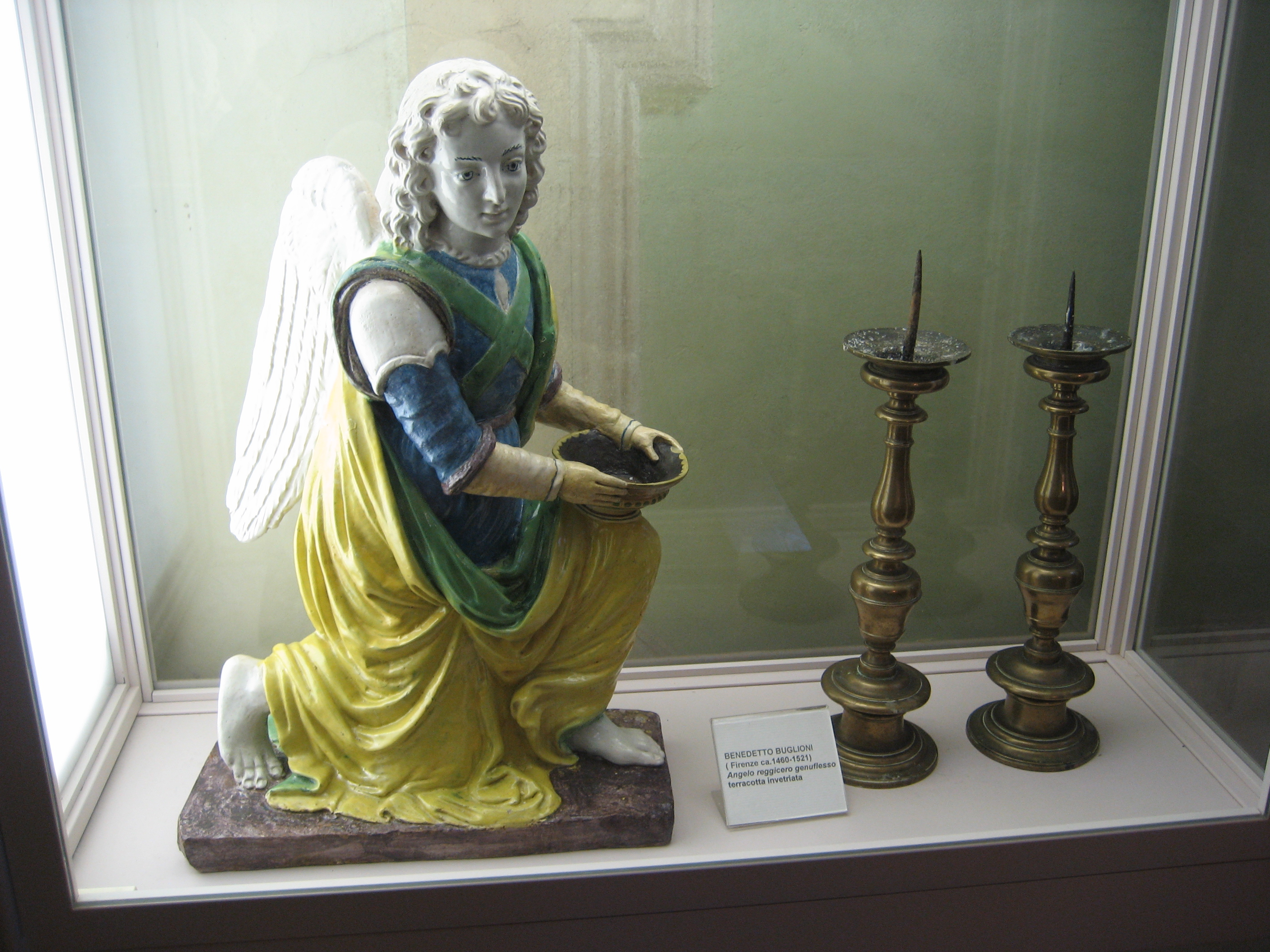
Sculpture (Benedetto Buglioni).
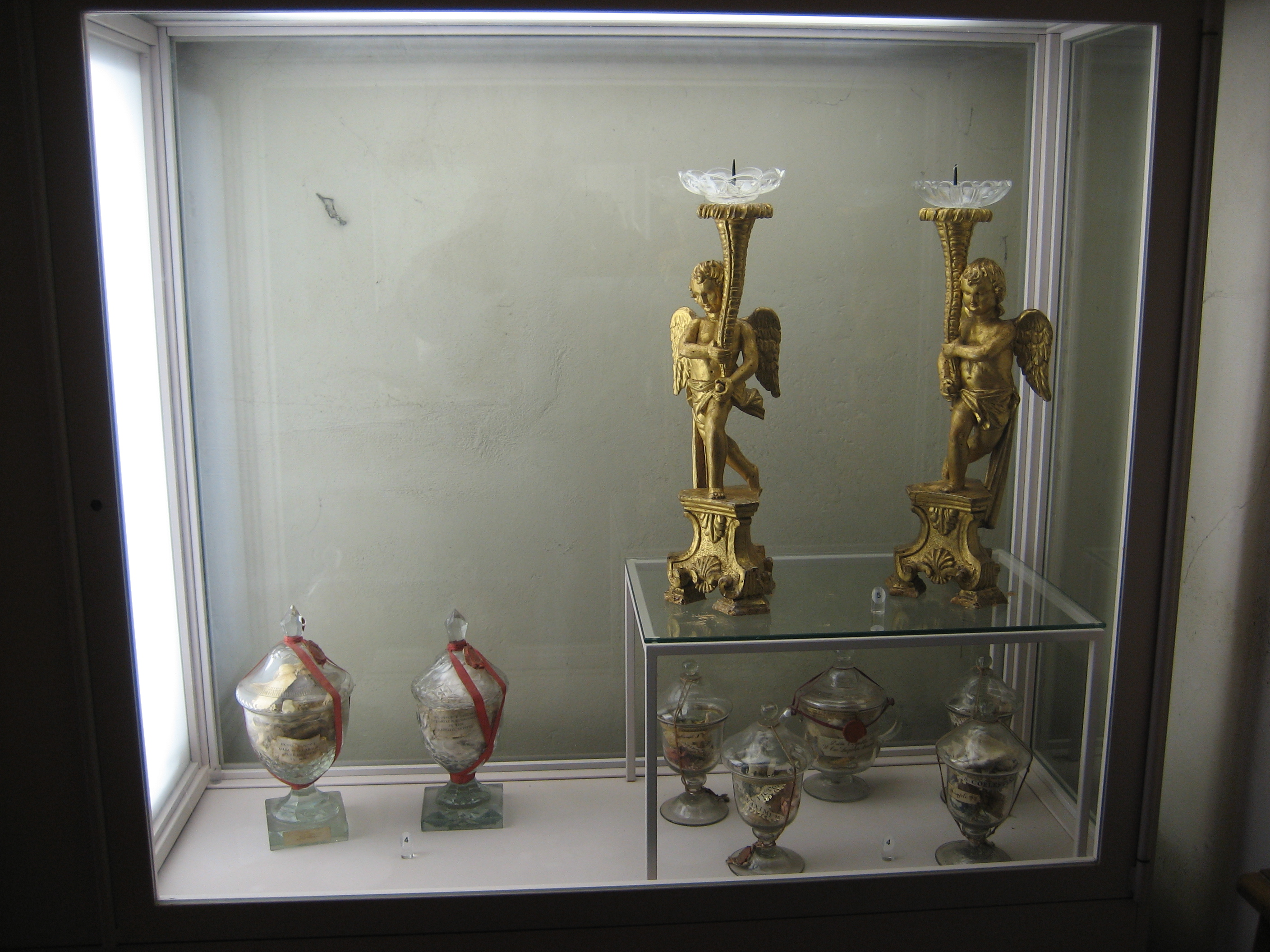
Ange-candélabres et reliquaires.